# Nicolas Heinrich

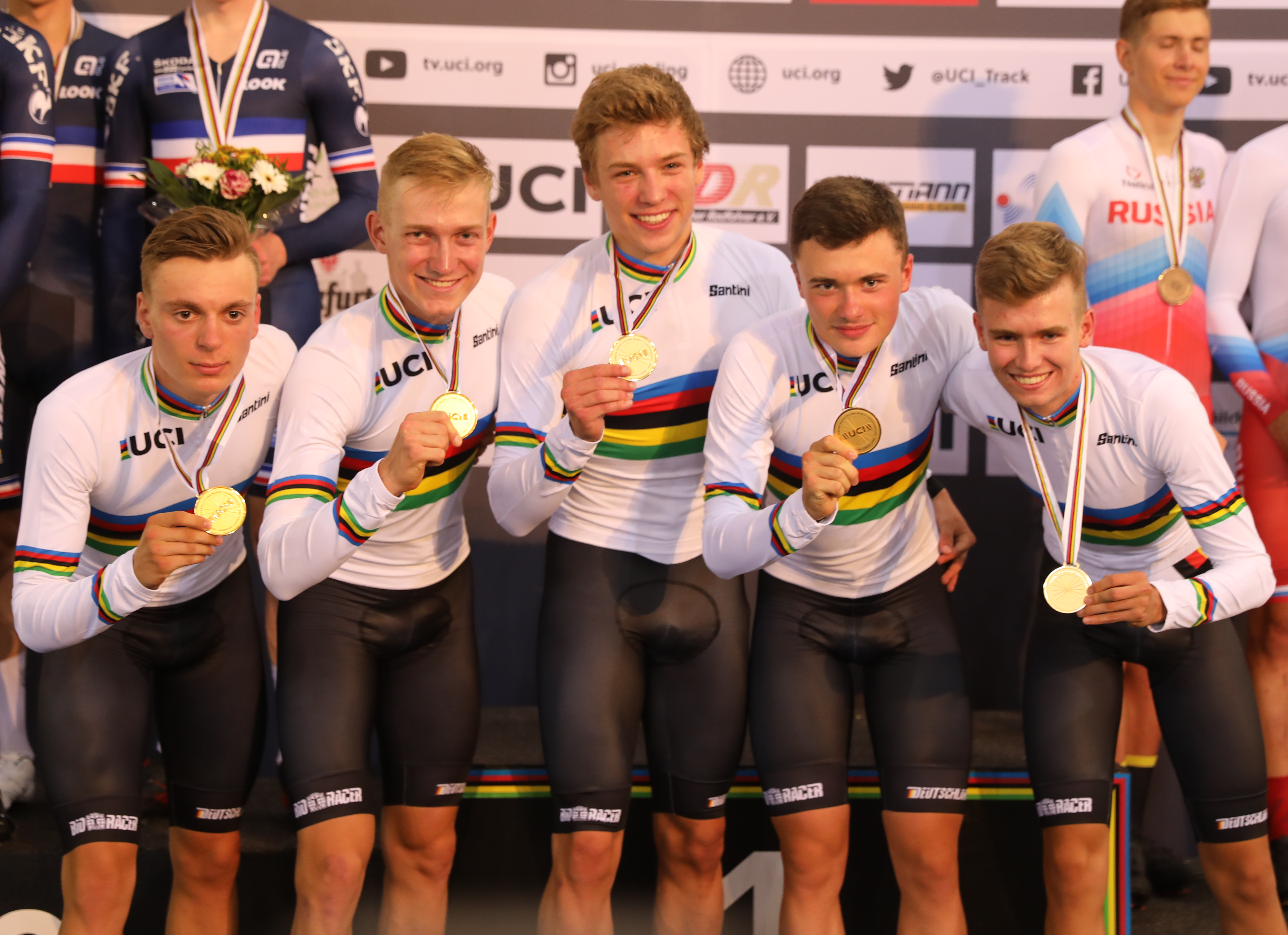
Der deutsche Junioren-Vierer bei der WM 2019 (v. l. n. r.): Hannes Wilksch, Pierre-Pascal Keup, Tobias Buck-Gramcko, Nicolas Heinrich und Moritz Kretschy

Nicolas Heinrich (* 2. Dezember 2001 in Zwickau) ist ein deutscher Radsportler, der auf Bahn und Straße aktiv ist.

## Sportliche Laufbahn
2019 wurde Nicolas Heinrich Dritter der Cottbuser Bundesliga Etappenfahrt für Junioren; bei der nationalen Junioren-Meisterschaft im Einzelzeitfahren belegte er ebenfalls Rang drei.
Auf der Bahn wurde Heinrich Junioren-Europameister in der Einerverfolgung und errang gemeinsam mit Pierre-Pascal Keup, Hannes Wilksch, Tobias Buck-Gramcko und Moritz Kretschy Bronze in der Mannschaftsverfolgung. Bei den Bahnweltmeisterschaften der Junioren in Frankfurt (Oder) wurde er mit Keup, Wilksch, Buck-Gramcko und Kretschy Weltmeister in der neuen Weltrekordzeit von 3:58,793 min.
Im Oktober 2019 wurde Nicolas Heinrich für die Teilnahme an den Bahneuropameisterschaften der Elite im niederländischen Apeldoorn nominiert, wurde aber nicht eingesetzt. Bei den U23-Europameisterschaften 2020 auf der Bahn errang er mit Buck-Gramcko, Felix Groß und Richard Banusch die Bronzemedaille in der Mannschaftsverfolgung. Im Jahr darauf errang er bei den U23-Europameisterschaften Silber in der Einerverfolgung. Beim ersten Lauf des UCI Track Cycling Nations’ Cup 2022 in Glasgow belegte er hinter Corentin Ermenault Rang zwei. beim Lauf im kanadischen Milton Platz eins.
2022 wurde Heinrich bei den Bahneuropameisterschaften in München Europameister in der Einerverfolgung, nachdem er schon zuvor den U23-Titel in dieser Disziplin errungen hatte.

## Berufsweg
Seit September 2021 ist Nicolas Heinrich Angehöriger der Spitzensportförderung der Bundespolizei. Der Polizeimeisteranwärter absolviert in der Bundespolizeisportschule Kienbaum eine Ausbildung zum Polizeivollzugsbeamten.

## Erfolge

### Bahn
2019
- Junioren-Weltmeister – Mannschaftsverfolgung (mit Pierre-Pascal Keup, Hannes Wilksch, Tobias Buck-Gramcko und Moritz Kretschy)
- Junioren-Weltmeisterschaft – Einerverfolgung
- Junioren-Europameister – Einerverfolgung
- Junioren-Europameisterschaft – Mannschaftsverfolgung (mit Pierre-Pascal Keup, Hannes Wilksch, Tobias Buck-Gramcko und Moritz Kretschy)

2020
- U23-Europameisterschaft – Mannschaftsverfolgung (mit Tobias Buck-Gramcko, Felix Groß und Richard Banusch)

2021
- U23-Europameisterschaft – Einerverfolgung

2022
- Nations’ Cup in Milton – Einerverfolgung
- Deutscher Meister – Einerverfolgung, Mannschaftsverfolgung (mit Tobias Buck-Gramcko, Theo Reinhardt und Leon Rohde)
- U23-Europameister – Einerverfolgung
- Europameister – Einerverfolgung

2023
- Deutscher Meister – Einerverfolgung, Mannschaftsverfolgung (mit Tobias Buck-Gramcko, Theo Reinhardt und Leon Rohde)